# کتاب‌شناسی سجاد
کتاب‌شناسی سجاد که به کتاب‌شناسی پیرامون آثار با موضوع علی بن الحسین ملقب به سجاد پرداخته‌است می‌باشد.

## آثار منسوب به زین العابدین

### صحیفهٔ سجادیه
این کتاب مجموعهٔ دعاها و نیایش‌های زین العابدین است. به‌عقیدهٔ ویلیام چیتیک، صَحیفهٔ سجّادیّه قدیمی‌ترین کتابِ دعا در میان منابعِ اسلامی و اصیل‌ترین کتابِ روحانیِ دوره‌های اولیهٔ فرهنگِ اسلامی است. روایاتِ شیعه، این کتاب را از نظرِ ارزش بعد از قرآن و نهج البلاغه قرار می‌دهند. تعلیماتِ این کتابِ معنوی از الهیات گرفته تا تعلیمات اجتماعی را شامل می‌شود. همچنین ریشه‌های فلسفه و کلام اسلامی و تصوف را می‌توان در این کتاب پیدا کرد. زین‌العابدین در این کتابِ نیایش، مکرر به ضرورتِ پیروی از قرآن و حدیث و همچنین ضرورتِ پیاده‌سازیِ عدالت در جامعهٔ اسلامی اشاره می‌کند. از دیگر مفاد ادعیه در این اثر، نقد اوضاع اجتماعی و سیاسی و همچنین شیوه ساخت شخصیت اسلامی در سطوح مختلف است. ویرایش‌های زیادی از صحیفه وجود دارد و بیش از بیست تفسیر بر آن نوشته‌اند. ترجمهٔ کاملِ صحیفه به زبان انگلیسی با مقدمه و شرحِ ویلیام چیتیک صورت گرفته‌است. ترجمهٔ فارسی آن به عصر صفویه برمی‌گردد. ادعیه این کتاب، با نثری مسجع ولی در عین حال ساده و شیوا بیان شده‌اند. در این دعاها، کلمات مهجور وجود ندارد. در برخی از ادعیه‌ها، از آیات قرآن اقتباس شده‌است و این اقتباس به گونه‌ای بوده‌است که ترکیب و بافت کلام را تحت‌الشعاع قرار ندهد.

### مناجات خمس عشر
«مناجاتِ خَمس عَشَر» یا «مناجاتِ پانزده‌گانه» مشتمل بر پانزده دعا و نیایش منتسب به زین‌العابدین است. این مجموعه پانزده‌گانه به چند ویرایش جدید از صحیفه، افزوده شده‌است.

### دعای ابوحمزه ثمالی
«دعای ابوحمزهٔ ثُمالی» دعایی است که از طریق ابوحمزهٔ ثُمالی از زین‌العابدین روایت شده‌است و در سحرهای ماه رمضان خوانده می‌شود. به‌گفتهٔ ابوحمزه ثمالی، علی بن حسین در ماه رمضان، بیشترِ شب را به دعا و نیایش می‌گذرانْد. با شروع روزه، دعایی را قرائت می‌کرد که بعدها به «دعای ابوحمزهٔ ثمالی» معروف شد. این دعا در کتاب مِصباحُ الْمُتَهَجِّد شیخ طوسی ثبت شده‌است.

### رساله حقوق
رسالهٔ حقوق تنها کتاب زین‌العابدین است که شکل دعا و حدیث ندارد. به‌گفتهٔ چیتیک، اهمیتِ این کتاب به این دلیل است که به موضوعاتی مشابهِ صحیفهٔ سجادیه پرداخته اما با سبک و زبانی متفاوت از صحیفه نگاشته شده‌است. در این کتاب زین‌العابدین تصریح می‌کند که سلسله مراتبِ اولویت‌ها همیشه باید رعایت شود. فرد قبل از اجتماع می‌آید. معنا قبل از عمل می‌آید و دانش قبل از حرکت. هر فرد وظایفِ اجتماعیِ فراوانی دارد اما وابسته به وظایفِ ضروری‌تر است: ایمان به خدا و ارتباطِ مناسب با حقیقتِ ماورایی. رسالهٔ حقوق در دو اثر مربوط به قرن چهارم هجری ثبت و ضبط گردیده‌است: یکی در اثر ابن بابِوَیْه به نام کتاب الخصال؛ و دیگری در اثر ابن شُعبه با عنوان تُحَفُالْعُقول. اَلصَّحیفَةُ فِی الزُّهْد از دیگر آثاری است که منتسب به سجاد است.

## فهرست کتب
| نام کتاب                                                                             | مؤلف                                      | شارح و مترجم                | قرن    | زبان       | تعداد جلد  | تعداد صفحه* | موضوع             | منبع  |
| ------------------------------------------------------------------------------------ | ----------------------------------------- | --------------------------- | ------ | ---------- | ---------- | ----------- | ----------------- | ----- |
| زندگانی علی بن الحسین علیهما السلام                                                  | سید جعفر شهیدی                            |                             | معاصر  | فارسی      | ۱          | ۲۳۰         | تاریخ تحلیلی      | [ ۸ ] |
| بررسی نقش امام سجاد علیه السلام در رهبری شیعه پس از واقعه کربلا                      | محسن رنجبر                                |                             | معاصر  | فارسی      | ۱          | ۱۸۹         | تاریخ تحلیلی      | [ ۸ ] |
| امام سجاد علیه السلام                                                                | جمال نیایشگر احمد ترابی                   |                             | معاصر  | فارسی      | ۱          | ۳۲۴         | تاریخ تحلیلی      | [ ۸ ] |
| در مکتب پیشوای ساجدان امام علی بن الحسین علیهما السلام                               | علی قائمی                                 |                             | معاصر  | فارسی      | ۱          | ۴۳۲         | تاریخ تحلیلی      | [ ۸ ] |
| سیاست و اجتماع در صحیفه سجادیه                                                       | محمدتقی رهبر                              |                             | معاصر  | فارسی      | ۱          | ۱۷۱         | شرح و ترجمه گفتار | [ ۸ ] |
| ترجمه و شرح رسالة الحقوق امام سجاد علیه السلام                                       | محمد سپهری                                |                             | معاصر  | فارسی      | ۱          | ۱۹۵         | شرح و ترجمه گفتار | [ ۸ ] |
| صحیفه سجادیه موضوعی                                                                  | محسن غرویان                               |                             | معاصر  | فارسی عربی | ۱          | ۹۲۷         | شرح و ترجمه گفتار | [ ۸ ] |
| موسوعة کلمات الامام علی بن الحسین علیهما السلام                                      | گروه حدیث پژوهشکده باقرالعلوم علیه السلام |                             | معاصر  | فارسی      | در دست چاپ | در دست چاپ  | شرح و ترجمه گفتار | [ ۸ ] |
| امام سجاد علیه السلام الگوی زندگی                                                    | حبیب‌الله احمدی                            |                             | معاصر  | فارسی      | ۱          |             | امام‌شناسی         | [ ۸ ] |
| پیشوای چهارم: حضرت امام سجاد علیه السلام                                             | هیئت تحریریه مؤسسه اصول دین               |                             | معاصر  | فارسی      | ۱          |             | امام‌شناسی         | [ ۸ ] |
| الامام الرابع الامام علی بن الحسین زین‌العابدین علیه السلام                           | جمعی از محققین                            | محمد عبدالمنعم خاقانی       | معاصر  | عربی       | ۱          | ۴۰          |                   | [ ۹ ] |
| الامام الرابع زین‌العابدین علی بن الحسین علیه السلام                                  | محمدحسین قبیسی عاملی                      |                             | معاصر  | عربی       | ۱          | ۱۲۷         |                   | [ ۹ ] |
| الامام زین‌العابدین علیه السلام                                                       | سید عبدالرزاق موسوی مقرم                  |                             | معاصر  | عربی       | ۱          | ۴۳۶         |                   | [ ۹ ] |
| الامام زین‌العابدین علی بن الحسین علیه السلام                                         | احمد فهمی محمد                            |                             | معاصر  | عربی       | ۱          | ۲۰۷         |                   | [ ۹ ] |
| الامام زین‌العابدین عنقود مرصع                                                        | سلیمان کتانی                              |                             | معاصر  | عربی       | ۱          | ۶۰          |                   | [ ۹ ] |
| الامام السجاد علیه السلام                                                            | حسین باقر بغدادی                          |                             | معاصر  | عربی       |            | ۱۹۶         |                   | [ ۹ ] |
| الامام السجاد دراسه تحلیلیه                                                          | سید جعفر مرتضی عاملی                      |                             | معاصر  | عربی       |            |             | تاریخ تحلیلی      | [ ۹ ] |
| الامام السجاد قدوه و اسوه                                                            | سید محمدتقی مدرسی                         |                             | معاصر  | عربی       | ۱          | ۹۶          | امام‌شناسی         | [ ۹ ] |
| الامام علی بن الحسین علیه السلام                                                     | علیمحمد علی دخیل                          |                             | معاصر  | عربی       | ۱          | ۱۰۳         |                   | [ ۹ ] |
| الامام علی بن الحسین علیه السلام                                                     | سید مهدی آیت اللهی                        |                             | معاصر  | عربی       | ۱          | ۲۸          |                   | [ ۹ ] |
| الامام علی بن الحسین علیه السلام                                                     | سعید تقی شمس الدین                        |                             | معاصر  | عربی       | ۱          | ۸۰          |                   | [ ۹ ] |
| الامام علی بن الحسین السجاد                                                          | سید عبوالودو دامین                        |                             | معاصر  | عربی       | ۱          | ۱۱۷         |                   | [ ۹ ] |
| بحارالانوار ج ۴۶                                                                     | محمدباقر مجلسی                            |                             | معاصر  | عربی       | ۱          | ۲۰۹         | امام‌شناسی         | [ ۹ ] |
| بلاغة الامام علی بن الحسین علیهما السلام                                             | سید عبدالحسین شرف الدین موسوی             |                             | معاصر  | عربی       | ۱          | ۲۹۰         | شرح و ترجمه گفتار | [ ۹ ] |
| جهاد الامام السجاد زین‌العابدین                                                       | سید محمدرضا حسینی جلالی                   |                             | معاصر  | عربی       | ۱          | ۳۳۶         |                   | [ ۹ ] |
| الجهاد الصامت فی تحلیل موقف الامام علی بن الحسین فی الصحیفه السجادیه                 | سید محمدصادق صدر                          |                             | معاصر  | عربی       | ۱          |             | تاریخ تحلیلی      | [ ۹ ] |
| ترجمه الامام السجاد من تاریخ مدینه دمیش                                              | ابن عساکر دمشقی محمدباقر محمودی           |                             |        | عربی       | ۱          | ۱۲۰         | تاریخ تحلیلی      | [ ۹ ] |
| حیاة الامام زین‌العابدین دراسه و تحلیل                                                | باقر شریف قرشی                            |                             | معاصر  | عربی       | ۲          | ۷۰۰         | تاریخ تحلیلی      | [ ۹ ] |
| حیاة الامام علی بن الحسین علیه السلام و تراجم اصحابه                                 | کاظم بن جواد ساعدی نجف                    |                             | معاصر  | عربی       | ۱          | ۴۴۰         |                   | [ ۹ ] |
| الحیاة السیاسیه للامام السجاد علیه السلام                                            | نوری حاتم                                 |                             | معاصر  | عربی       | ۱          | ۱۸۵         |                   | [ ۹ ] |
| دراسات عن الامامین علی زین‌العابدین و علی الرضا علیهما السلام                         | محمدعلی اسبر                              |                             | معاصر  | عربی       | ۱          |             |                   | [ ۹ ] |
| الدروع الداودیة فی معاجز العترة الاحمدیة                                             | محمدحسین کاشف الغطاء ملاداود کعبی         |                             | معاصر  | عربی       | ۱          | ۱۱۳         |                   | [ ۹ ] |
| ذکری وفاة الامام علی بن الحسین زین‌العابدین علیه السلام                               | جمعی از نویسندگان                         |                             | معاصر  | عربی       | ۱          | ۳۲          |                   | [ ۹ ] |
| زین‌العابدین علیه السلام                                                              | عبدالحلیم محمود                           |                             | معاصر  | عربی       |            | ۵۰          |                   | [ ۹ ] |
| زین‌العابدین علی بن الحسین علیه السلام                                                | عبدالعزیزی سید الاهل                      |                             | معاصر  | عربی       | ۱          | ۱۱۰         |                   | [ ۹ ] |
| السجاد علی علیه السلام                                                               | حسین شاکری                                |                             | معاصر  | عربی       | ۱          | ۳۲۰         |                   | [ ۹ ] |
| شرح قصیده الفرزدق و تخامیسها                                                         | سلطان علی صابر شوشتری                     |                             | معاصر  | عربی       | ۱          | ۲۰۵         |                   | [ ۹ ] |
| زین‌العابدین علی بن الحسین بن علی بن ابی طالب                                         | محمد عبدالرحیم                            |                             | معاصر  | عربی       | ۱          | ۹۶          |                   | [ ۹ ] |
| الصحیفة السجادیه خصائصها و مضامینها                                                  | شلتاغ عبود                                |                             | معاصر  | عربی       | ۱          | ۶۰          |                   | [ ۹ ] |
| عوالم العلوم و المعارف و الاحوال من الآیات و الاخبار و الاقوال                       | ملا عبدالله بن ورالله بحرانی اصفهانی      |                             | قرن ۱۲ | عربی       | ۱          | ۳۵۱         |                   | [ ۹ ] |
| فی رحاب الامام زین‌العابدین                                                           | نافع خفاجی بغداد                          |                             | معاصر  | عربی       | ۱          |             |                   | [ ۹ ] |
| فی رحاب سیاسة الامام زین‌العابدین علیه السلام                                         | محمود بغدادی                              |                             | معاصر  | عربی       | ۱          | ۳۴          |                   | [ ۹ ] |
| فی رحاب الصحیفة السجادیه                                                             | سید عباس موسوی                            |                             | معاصر  | عربی       | ۱          |             |                   | [ ۹ ] |
| فی رحاب الصحیفه                                                                      | عبدالامیر الورد بغدادی                    |                             | معاصر  | عربی       | ۱          |             |                   | [ ۹ ] |
| فی ظلال الصحیفة السجادیة                                                             | محمد جواد مغنیه                           |                             | معاصر  | عربی       | ۱          |             |                   | [ ۹ ] |
| الکواکب السماویة فی شرح القصیدة الفرزدقیه                                            | محمد سماوی نجفی                           |                             | معاصر  | عربی       | ۱          |             |                   | [ ۹ ] |
| قصیده فرزدق در مدح امام سجاد علیه السلام                                             | محمد سماوی نجفی                           |                             | معاصر  | عربی       | ۱          |             |                   | [ ۹ ] |
| المحاورة بین الامام علی بن الحسین علیه السلام و بین الحجاج بن یوسف الثقفی            | محمد عبدالله الکاظمی                      |                             | معاصر  | عربی       | ۱          | ۶۴          |                   | [ ۹ ] |
| منهاج التحرک عند الامام السجاد علیه السلام                                           | عبدالکریم آل نجف                          |                             | معاصر  | عربی       | ۱          | ۱۲۵         |                   | [ ۹ ] |
| النظریة السیاسة لدی الامام زین‌العابدین علیه السلام                                   | محمود بغدادی                              |                             | معاصر  | عربی       | ۱          | ۴۵۰         |                   | [ ۹ ] |
| و سلاحه البکاء                                                                       | کمال السید                                |                             | معاصر  | عربی       | ۱          | ۱۵۹         |                   | [ ۹ ] |
| وفاة الامام السجاد علی بن الحسین علیه السلام                                         | حسین بن علی عصفوری بلادی بحرانی           |                             | قرن ۱۳ | عربی       | ۱          | ۵۶          |                   | [ ۹ ] |
| ولاده امام زین‌العابدین علیه السلام                                                   | سید محمدحسین طالقانی                      |                             | معاصر  | عربی       | ۱          | ۳۱          |                   | [ ۹ ] |
| امام چهارم علیه السلام پاسدار انقلاب خونین کربلا                                     | علی اکبر حسنی                             |                             | معاصر  | فارسی      | ۱          | ۲۱۵         |                   | [ ۹ ] |
| پژوهشی در زندگی امام سجاد علیه السلام                                                | سید علی خامنه ای                          |                             | معاصر  | فارسی      | ۱          | ۸۰          |                   | [ ۹ ] |
| امام زین‌العابدین علیه السلام یادگار کربلا                                            | عبدالامیر فولادزاده                       |                             | معاصر  | فارسی      | ۱          | ۴۵          |                   | [ ۹ ] |
| امام سجاد علیه السلام و داستان حره                                                   | رضا استادی                                |                             | معاصر  | فارسی      | ۱          | ۲۵          |                   | [ ۹ ] |
| پیامی از صحیفه سجادیه                                                                | علاءالدین حجازی                           |                             | معاصر  | فارسی      | ۱          | ۸۸          |                   | [ ۹ ] |
| پیشوای چهارم حضرت امام سجاد علیه السلام                                              | گروهی از نویسندگان                        |                             | معاصر  | فارسی      | ۱          | ۵۴          |                   | [ ۹ ] |
| تحلیلی از زندگانی امام سجاد علیه السلام                                              | باقر شریف قرشی                            | محمدرضا عطایی               | معاصر  | فارسی      | ۲          | ۱۲۶۰        |                   | [ ۹ ] |
| امام زین‌العابدین                                                                     | امید امیدوار                              |                             | معاصر  | فارسی      | ۱          | ۳۲          |                   | [ ۹ ] |
| امام سجاد علیه السلام                                                                | الف کاویانی                               |                             | معاصر  | فارسی      | ۱          | ۶۳          |                   | [ ۹ ] |
| جلد یازدهم بحارالانوار                                                               | محمدباقر مجلسی                            | موسی خسروی                  | معاصر  | فارسی      | ۱          | ۲۶۷         |                   | [ ۹ ] |
| تعزیه سجاد علیه السلام                                                               | عبدالجواد خراسانی                         |                             | معاصر  | فارسی      | ۱          | ۳۲          |                   | [ ۹ ] |
| امام سجاد علیه السلام جمال نیایشگران                                                 | احمد ترابی                                |                             | معاصر  | فارسی      | ۱          | ۳۲۸         |                   | [ ۹ ] |
| چراغ روشن در دنیای تاریک، یا زندگانی امام سجاد علیه السلام                           | سید جعفر شهیدی                            |                             | معاصر  | فارسی      | ۱          | ۲۳۲         |                   | [ ۹ ] |
| حضرت امام سجاد علیه السلام                                                           | مهدی رحیمی                                |                             | معاصر  | فارسی      | ۱          | ۱۲۰         |                   | [ ۹ ] |
| حضرت سجاد علی بن الحسین علیه السلام                                                  | فضل‌الله کمپانی                            |                             | معاصر  | فارسی      | ۱          | ۳۳۵         |                   | [ ۹ ] |
| حضرت علی بن الحسین زین‌العابدین                                                       | عبدالمنتظر قدوسیان                        |                             | معاصر  | فارسی      | ۱          | ۳۲          |                   | [ ۹ ] |
| خطبه‌ها، نامه‌ها و سخنان امام سجاد علی بن الحسین علیه السلام                           | جعفر حایری                                | احمد صادقی اردستانی         | معاصر  | فارسی      | ۱          | ۳۳۵         |                   | [ ۹ ] |
| در رهگذر کوفه و شام و خطبه‌های امام سجاد و آثار آن                                    | حسین عمادزاده اصفهانی                     |                             | معاصر  | فارسی      | ۱          |             |                   | [ ۹ ] |
| زندگانی امام زین‌العابدین علی بن حسین علیه السلام                                     | سید محسن امین عاملی                       | حسین وجدانی                 | قرن ۱۳ | فارسی      | ۱          | ۱۱۹         |                   | [ ۹ ] |
| زندگانی امام زین‌العابدین علیه السلام                                                 | حسین حماسیان                              |                             | معاصر  | فارسی      | ۱          | ۶۴          |                   | [ ۹ ] |
| زندگانی امام زین‌العابدین علیه السلام                                                 | عبدالعزیز سید الاهل                       | حسین وجدانی                 | معاصر  | فارسی      | ۱          | ۱۰۹         |                   | [ ۹ ] |
| زندگانی امام چهارم حضرت امام سجاد علیه السلام                                        | هیئت تحریریه مؤسسه در راه حق              |                             | معاصر  | فارسی      | ۱          |             |                   | [ ۹ ] |
| زندگانی امام چهارم حضرت زین‌العابدین علیه السلام                                      | حسین عمادزاده اصفهانی                     |                             | معاصر  | فارسی      | ۱          | ۴۷۷         |                   | [ ۹ ] |
| رهبر آزادگان سید ساجدان علی بن الحسین علیه السلام                                    | سید عبدالرزاق موسوی مقرم                  | مرتضی فهیم کرمانی           | معاصر  | فارسی      | ۱          | ۵۲۸         |                   | [ ۹ ] |
| اه و رسم زندگی از نظر امام سجاد                                                      |                                           | علی گلزاده غفوری            | معاصر  | فارسی      | ۱          | ۲۲۳         |                   | [ ۹ ] |
| دنیای ناشناخته نیایش                                                                 | علیرضا تقدس                               |                             | معاصر  | فارسی      | ۱          | ۸۸          |                   | [ ۹ ] |
| زندگانی امام زین‌العابدین علیه السلام                                                 | سید عبدالرزاق موسوی مقرم                  | حبیب روحانی                 | معاصر  | فارسی      | ۱          | ۶۲۹         |                   | [ ۹ ] |
| زندگانی امام سجاد علیه السلام                                                        | سید عبدالرزاق موسوی مقرم                  | عزیزالله عطاردی قوچانی      | معاصر  | فارسی      | ۱          |             |                   | [ ۹ ] |
| زندگانی با سعادت امام سجاد علیه السلام                                               | مرتضی جوادی                               |                             | معاصر  | فارسی      | ۱          | ۳۲۳         |                   | [ ۹ ] |
| زندگانی علی بن الحسین علیه السلام                                                    | سید جعفر شهیدی                            |                             | معاصر  | فارسی      | ۱          | ۲۳۰         |                   | [ ۹ ] |
| زندگانی علی بن الحسین ملقب به سجاد                                                   | محمد رسول بازرگانی                        |                             | معاصر  | فارسی      | ۱          | ۱۱۴         |                   | [ ۹ ] |
| زندگی و سیمای حضرت امام علی بن الحسین زین‌العابدین علیه السلام                        | سید محمدتقی مدرسی                         | محمدصادق شریعت              | معاصر  | فارسی      | ۱          | ۱۰۸         |                   | [ ۹ ] |
| زندگینامه و خطبه امام سجاد علیه السلام در شام                                        | علی محمدی                                 |                             | معاصر  | فارسی      | ۱          | ۴۸          |                   | [ ۹ ] |
| زین‌العابدین علیه السلام                                                              | عبدالعزیز سید الاهل                       | حسین فلاح                   | معاصر  | فارسی      | ۱          |             |                   | [ ۹ ] |
| ستارگان درخشان                                                                       | محمدجواد نجفی                             |                             | معاصر  | فارسی      | ۱          | ۲۸۸         |                   | [ ۹ ] |
| سجادیه زنجانی                                                                        | سید مجتبی حسینی میرصادقی زنجانی           |                             | معاصر  | فارسی      | ۱          | ۱۵۵         |                   | [ ۹ ] |
| سخنان امام سجاد علی بن الحسین (از سلسله سخنان کوتاه پیشوایان مذهبی)                  | محمدهادی فقهی                             |                             | معاصر  | فارسی      | ۱          | ۶۸          |                   | [ ۹ ] |
| سخنان سجاد علیه السلام                                                               | ناصرالدین صاحب‌الزمانی                     |                             | معاصر  | فارسی      | ۱          | ۲۵          |                   | [ ۹ ] |
| سرچشمه‌های نور: امام سجاد علیه السلام                                                 | گروه نویسندگان                            |                             | معاصر  | فارسی      | ۱          | ۹۶          |                   | [ ۹ ] |
| شام غریبان                                                                           | رضا شیرازی                                |                             | معاصر  | فارسی      | ۱          | ۱۱۹         |                   | [ ۹ ] |
| شرح زندگانی چهارمین امام شیعیان علی بن الحسین علیه السلام سیدالسجادین                | علی پناه                                  |                             | معاصر  | فارسی      | ۱          | ۷۷          |                   | [ ۹ ] |
| علی بن الحسین علیهما السلام کیست؟                                                    | سید جواد سجادی نجف آبادی                  |                             | معاصر  | فارسی      | ۱          | ۳۳۰         |                   | [ ۹ ] |
| فریاد یک رهبری                                                                       | محمد یوسف حریری                           |                             | معاصر  | فارسی      | ۱          | ۱۵۷         |                   | [ ۹ ] |
| کتابشناسی امام چهارم                                                                 | سید جمال حیدری                            |                             | معاصر  | فارسی      | ۱          | ۲۴          |                   | [ ۹ ] |
| معصوم ششم حضرت امام زین‌العابدین علیه السلام                                          | سید مهدی آیت اللهی                        |                             | معاصر  | فارسی اردو | ۱          | ۲۳          | کودک و نوجوان     | [ ۹ ] |
| مکتب سجاد                                                                            | علی شریعتی                                |                             | معاصر  | فارسی      | ۱          | ۶۳          |                   | [ ۹ ] |
| مناجاتهای حضرت سجاد علیه السلام یا سخنان امام زین‌العابدین                            |                                           |                             | معاصر  | فارسی      | ۱          | ۱۱۴         |                   | [ ۹ ] |
| نکته‌های اخلاق و عرفان در مناجات سید ساجدان                                           | محسن غرویان                               |                             | معاصر  | فارسی      | ۱          | ۵۶          |                   | [ ۹ ] |
| نگاهی بر زندگی امام سجاد علیه السلام                                                 | محمد محمدی اشتهاردی                       |                             | معاصر  | فارسی      | ۱          | ۱۴۴         |                   | [ ۹ ] |
| امام زین‌العابدین علی بن الحسین علیه السلام                                           | سید ضیاء الحسن موسوی کنتوری               |                             | معاصر  | اردو       | ۱          | ۱۱۰         |                   | [ ۹ ] |
| حضرت امام زین‌العابدین علیه السلام                                                    | گروهی از نویسندگان                        | سید احمد علی عابدی فیض آباد | معاصر  | اردو       | ۱          | ۵۳          |                   | [ ۹ ] |
| ضرت امام زین‌العابدین علیه السلام کی سوانح حیات                                       | گروه نویسندگان ملک صادق علی عرفانی        |                             | معاصر  | اردو       | ۱          | ۱۷۷         |                   | [ ۹ ] |
| الحیاة العابدیة                                                                      | غلامعلی بهاونگری هندی                     |                             | معاصر  | اردو       | ۱          | ۱۲۰         |                   | [ ۹ ] |
| سوانح امام زین‌العابدین علیه السلام                                                   | سید مظهر حسن سهارنپوری هندی               |                             | معاصر  | اردو       | ۱          |             |                   | [ ۹ ] |
| سوانح امام زین‌العابدین                                                               | سید علی جعفری                             |                             | معاصر  | اردو       | ۱          |             |                   | [ ۹ ] |
| سیره علی بن الحسین علیه السلام                                                       |                                           |                             | معاصر  | اردو       | ۱          |             |                   | [ ۹ ] |
| صحیفة العابدین فی حیاة الامام زین‌العابدین و سید السجادین علیه السلام                 | سید اولاد حیدر بلگرامی                    |                             | معاصر  | اردو       | ۱          |             |                   | [ ۹ ] |
| مناقب اهل البیت علیه السلام (ترجمه قصیده فرزدق در مدح امام سجاد علیه السلام به اردو) |                                           |                             | معاصر  | اردو       | ۱          |             |                   | [ ۹ ] |